# Емпедокл
Емпедокл (дав.-гр. Ἐμπεδοκλῆς; бл. 495 до н. е. в Агрігента, Сицилії — бл. 435 до н. е., імовірно, Пелопоннес) — античний філософ, натурфілософ, політик, оратор і поет. Незрозуміло, чи правдиві перекази, що він також був лікарем, магом і віщуном. Багато оповідей про його життя та смерть мають характер легенд. Як політик у рідному місті Агрігент він був суперечливою особистістю й зрештою змушений був вирушити у вигнання, з якого так і не повернувся. 
Емпедокл зазнав впливу провідних тогочасних філософських течій свого часу — піфагорійців і елеатів, однак розробив оригінальну модель світу. Його філософія викладена у двох поемах, що збереглися лише фрагментарно — дидактичній поемі «Про природу» та «Очищеннях». Як і інші натурфілософи досократичного періоду, він досліджував питання виникнення світу (космогонія) та прагнув з’ясувати порядок і будову Всесвіту (космологія). У цьому контексті він розвинув фізичну й біологічну теорію, позначену міфологічним мисленням, яка включала уявлення про походження життя на Землі та еволюцію живих істот. Емпедокл увів вчення про чотири першоелементи — повітря, вогонь, землю й воду. Ця теорія чотирьох елементів стала основою античної натурфілософської картини світу, поклала початок хімічному й хіміко-біологічному мисленню та мала вплив на медицину аж до XIX століття.
Центральне місце у його філософії посідають етичні та релігійні переконання, тісно пов’язані з ученням про перевтілення душ, основною настановою є ненасильство. За легендою, загинув у кратері вулкана Етна.

## Джерела

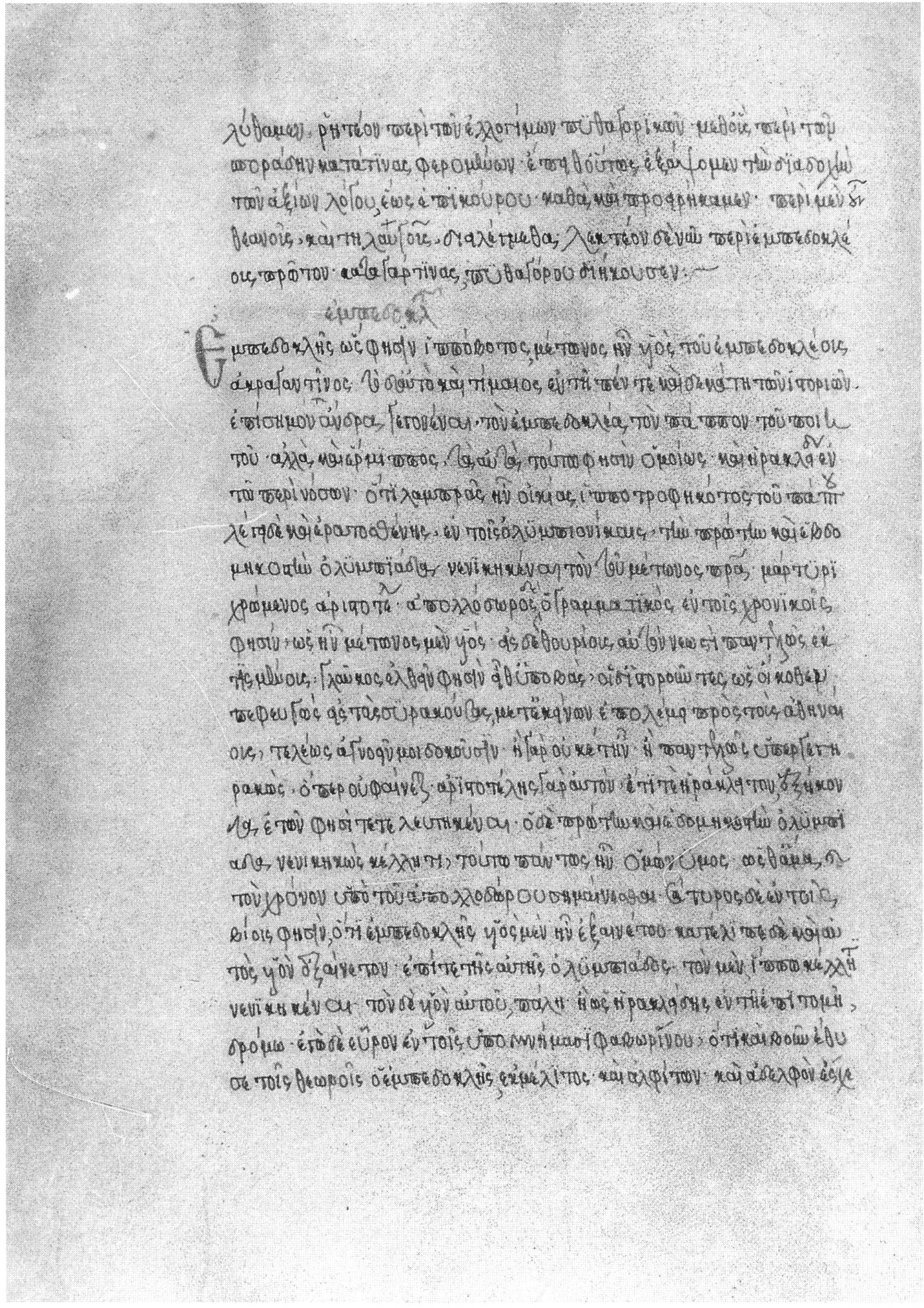
Початок біографії Емпедокла в Діогена Лаерція. Венеція, Бібліотека Марчіана, Gr. 394, fol. 143v (XV століття)

## Біографія
Точну дату народження Емпедокла встановити неможливо; оскільки він був дещо молодшим за свого сучасника Анаксагора, вона, ймовірно, припадає на перші роки V століття до н. е. Він походив зі знатної та заможної родини у його рідному місті Агрігенті. Його дід, якого також звали Емпедокл, займався конярством і переміг на Олімпійських іграх 496 року до н. е. Батько, Метон, був видатним політичним діячем. Після смерті тирана Терона близько 472 року до н. е. у місті почалися політичні заворушення. Його син і наступник Фрасідей був змушений зректися влади вже за рік і вирушити у вигнання. У процесі цієї політичної трансформації Метон відіграв провідну роль на боці супротивників тиранії. За деякими джерелами, Емпедоклу навіть пропонували царську владу, але він відмовився. Відомо, що зрештою перемогла ідея демократичного правління. Емпедокл активно підтримував демократичний лад і рішуче виступав проти спроб відновлення тиранії. Зокрема, він домігся розпуску об'єднання, відомого як «Зібрання тисячі», яке, ймовірно, переслідувало олігархічні цілі. Переказані Діогеном Лаерцієм анекдоти про страти, які нібито відбулися за ініціативи Емпедокла, виглядають неправдоподібними й, очевидно, є вигадкою якогось комедіографа. Імовірно, Емпедокл був здібним промовцем. Аристотель навіть вважав його винахідником риторики.
Визначити стосунки Емпедокла з попередніми й сучасними йому філософами складно. В античності його вважали учнем Піфагора або ранніх піфагорійців. Ця гіпотеза виглядала правдоподібною через близькість його вчення до піфагорійських ідей. Проте прямий зв'язок з Піфагором можна виключити з огляду на хронологію. Також античні джерела називають його учнем Парменіда, чия філософія справді мала на нього вплив.
Згідно з біографічними свідченнями, Емпедокл був також успішним лікарем. Він начебто врятував жінку, яку вважали мертвою і яку лікарі вже залишили напризволяще. Чи є в цій прикрашеній легенді якийсь історичний елемент — невідомо. Сам Емпедокл згадує про те, що давав поради щодо здоров’я. У переліку чотирьох найпочесніших занять він згадує лікарів поряд із пророками, поетами й володарями. Це може свідчити про те, що він сам практикував медицину. Це узгоджується і з його глибоким інтересом до біологічних тем.
Через політичний конфлікт Емпедокл перебував у вигнанні. Коли він спробував повернутися до Агрігента, впливові противники завадили йому це зробити. За свідченням історика Тімея з Тавроменія, якого цитує Діоген Лаерцій, філософ емігрував до Греції і оселився на Пелопоннесі, звідки вже не повертався. Посилаючись на Арістотеля та Геракліда Понтійського, Діоген повідомляє, що Емпедокл прожив шістдесят років; отже, його смерть припадає приблизно на середину 430-х років до н. е. Обставини його смерті залишаються невідомими.
За легендою, він скінчив життя самогубством, кинувшись в жерло вулкана Етна. За іншою версією, загинув під час дослідницької подорожі до кратера Етни.
Зображення Емпедокла не збереглися. Діоген Лаерцій згадує про статую філософа в Агрігенті, яку згодом встановили в Римі, а також про його портрети.

## Самосприйняття
Дуже незвичним є винятково розвинене почуття власної значущості Емпедокла, яке яскраво виявляється у його віршах. Ліричний герой у його поезії виступає як непогрішимий учитель мудрості, звеличує власну славу та приписує собі надлюдські здібності. Згідно з поширеним тлумаченням, в одному з фрагментів він навіть прямо заявляє про свою божественність. Це викликало подив і засудження ще в античні часи, а самого поета звинувачували в зарозумілості та шарлатанстві. У новий час припущення, що Емпедокл вважав себе богом, суттєво вплинуло на сприйняття його постаті. Втім, немає впевненості в тому, що наведені у цьому контексті вірші справді є автобіографічним описом поета. За альтернативним тлумаченням, у цих рядках божественність не стверджується як факт, а лише згадується як враження, яке він справляв на оточення.

## Твори

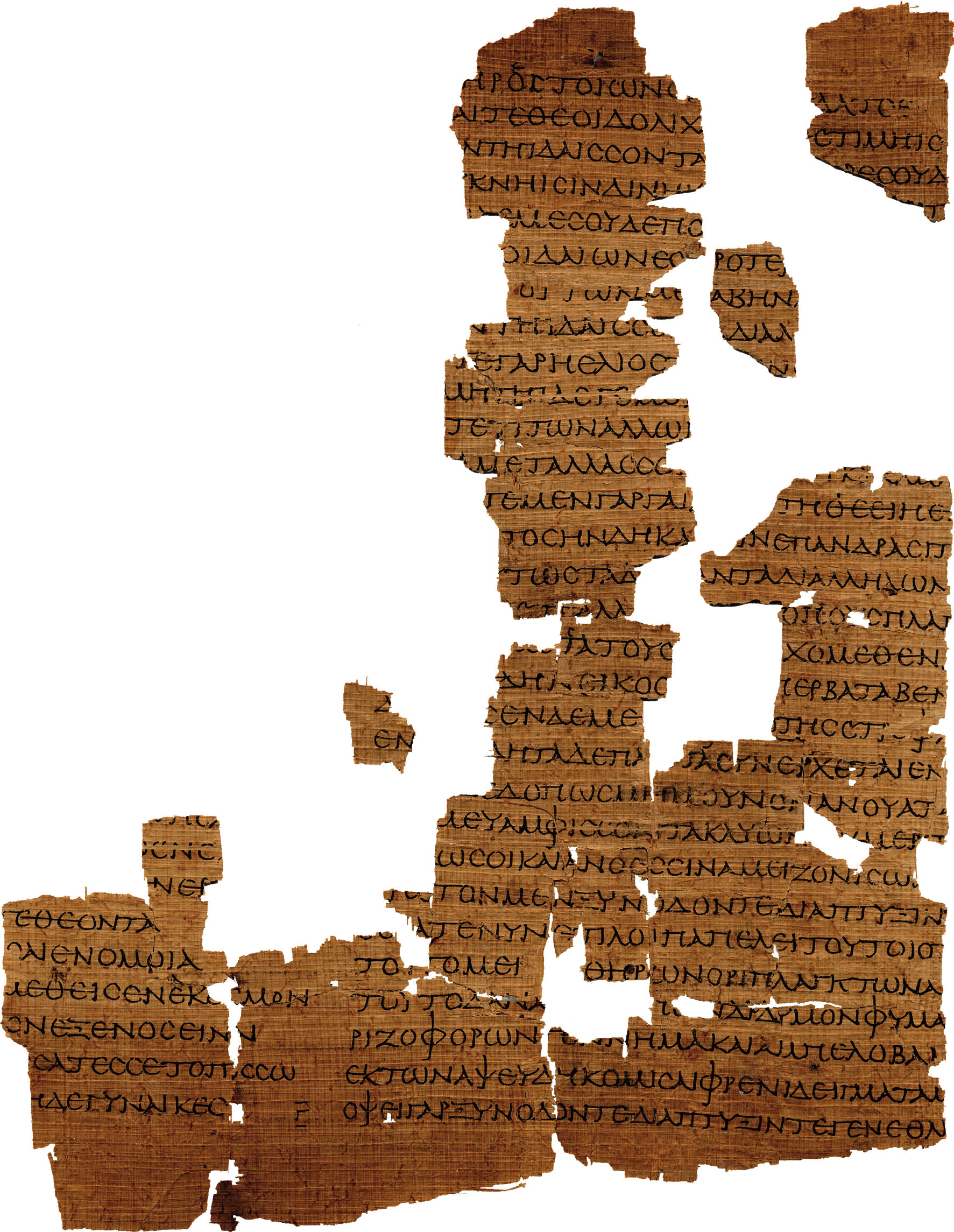
Фрагмент Страсбурзького папіруса Емпедокла I століття з фондів Національної та університетської бібліотеки Страсбурга

Емпедокл був автором низки творів, більшість з яких не збереглася. Відомі лише фрагменти двох його найвідоміших поем — філософської дидактичної поеми «Про природу» та «Очищення» (грец. Καθαρμοί), обидві написані гекзаметром. Назви натурфілософської поеми — «Про природу» (грец. Περὶ φύσεως), «Про природу буття» (грец. Περὶ φύσεως τῶν ὄντων) або «Фізика» (грец. Φυσικά) — були спочатку лише тематичними позначеннями, а не назвами у пізнішому сенсі цього слова, адже тоді ще не існувало звичаю фіксувати назви філософських творів самим автором.
Згідно з усталеною, досі переважаючою точкою зору, поема «Про природу» й «Очищення» — це два різні твори: перший присвячений переважно натурфілософії, другий — релігійним і моральним питанням. Водночас з 1987 року деякі дослідники висловлюють припущення, що обидві поеми є частинами одного твору. Водночас лише Діоген Лаертський прямо свідчить про існування двох окремих поем. Гіпотеза про єдність твору не здобула загального визнання.
Загальний обсяг обох поем, за даними Діогена Лаертського, становив близько 5000 віршів. До нашого часу дійшло близько 500 віршів — здебільшого у вигляді цитат в пізнішій античній літературі. Однак деякі десятки рядків або їх частин з першої книги «Про природу» відомі лише завдяки Страсбурзькому папірусу Емпедокла. Цей папірус, датований кінцем I століття, складається з 52 фрагментів сувою, який слугував основою для приклеєного мідного декоративного коміра. Археолог Отто Рубенссон придбав його ще 1904 року, але лише 1992 року фрагменти було ідентифіковано як частину твору Емпедокла.
Розподіл збережених фрагментів між двома великими поемами частково підтверджений, а частково гіпотетичний. Визначити порядок розміщення фрагментів і відновити хоча б часткову структуру творів надзвичайно складно. У «Очищеннях» оповідач від першої особи розповідає про жахливу долю, якої зазнав за свої провини. Цей текст, призначений для усного виконання, мав на меті вразити й стривожити слухачів. За античним повідомленням, Емпедокл публічно представив «Очищення» під час Олімпійських ігор, доручивши виконання відомому рапсоду, щоб поширити своє вчення.
У «Про природу» філософ звертається до свого учня Паусанія з Гели, якому присвятив твір і якого наставляє. За словами Діогена Лаертського, з посиланням на Арістіппа та Сатира, Паусаній був його коханцем, а також лікарем, представником західногрецької медичної традиції, якого пізніше згадував Гален.
Діоген Лаертський також повідомляє, що Емпедокл писав політичні трактати, а серед його творів була і медична поема — «Лікарський виклад» (грец. ἰατρικός λόγος), яка налічувала приблизно 600 віршів або рядків. У «Суді», візантійській енциклопедії, згаданий прозовий медичний твір під назвою «Медичне» (грец. Ἰατρικά). Античні автори також приписували Емпедоклу кілька трагедій, автором яких, імовірно, міг бути його онук-тезко, згаданий у «Суді» як трагедіограф. Крім того, Емпедокл написав поему про перехід перського царя Ксеркса I через Дарданелли та гімн на честь бога Аполлона. Існують спроби ідентифікувати залишки цих творів, але ці гіпотези не здобули широкого визнання.

## Філософія Емпедокла
Разом з Анаксагором із малоазійського міста Клазомени (близько 500—428 pp. до н. е.) вони першими здійснили поєднання уявлень про різноманітність та багатомірність дійсності з уявленнями про єдине буття.
Емпедокл дійшов висновку про хибність позиції щодо існування єдиного першоелемента Космосу (як це вважали представники «мілетської школи»), проголосивши у своїй поемі «Про природу» такими першоелементами відразу чотири «стихії»: вогонь, землю, повітря і воду, які він називав «коренями усіх речей».
Їх єднання створює щось нове, не схоже на жоден з елементів, нову якість. Самі по собі «корені» незмінні та вічні, але внаслідок своєї відмінності один від одного отримують можливість взаємно обмінюватися місцями, що і становить рух. З'єднання і роз'єднання цих елементів і дає картину народження та руйнування усіх речей і процесів навколишнього світу. Досить механічне тлумачення з'єднань і роз'єднань унеможливлює довести уявлення про їхнє об'єднання в нове якісно ціле до висновку про існування нових законів, яким підкоряється це якісно нове.
Сам процес з'єднання і роз'єднання в Емпедокла мислиться як спричинений дією двох космічних сил — Любові і Розбрату. Коли переважає Любов, усе виявляється «з'єднаним», але таке переважання не вічне, з периферії Космосу починає свій наступ Хаос, що несе Розбрат і призводить до повного роз'єднання усіх «коренів». Потім знову перемагає Любов. Хоча в уявленнях Емпедокла переважають міфологічні теми, за своїми здобутками він — філософ, який не належить до конкретної школи.

## Вчення

### Устрій і властивості космосу
За часів Емпедокла в грецькій філософії існували дві протилежні концепції світу — вчення Парменіда і Геракліта. Парменід визнавав реальним лише те, що не має початку, є досконалим і незмінним, адже вважав буття і становлення несумісними. Для Геракліта ж буття і становлення нерозривно пов’язані й взаємно зумовлені.
Емпедокл прагнув поєднати ці два підходи. Він визнавав реальність становлення і знищення, водночас дотримуючись ідеї незмінного буття. Носіями буття в його системі є чотири першоелементи — вогонь, вода, земля і повітря (що відповідають чотирьом первинним якостям: теплоті, вологості, сухості й холоду), з яких, за його уявленням, складається весь космос. Таким чином, Емпедокл стає засновником вчення про чотири стихії і хімічного та хіміко-біологічного мислення. Проте сам він не використовував термін «елементи» (stoicheía), який став загальноприйнятим пізніше, а називав ці речовини «коренями» (rhizōmata).
Ці першоелементи є якісно й кількісно абсолютно незмінними та рівномірно заповнюють увесь простір; існування вакууму, на його думку, неможливе. Вони не мають початку й не підлягають знищенню, і, на відміну від поглядів Геракліта, не здатні перетворюватися один в одного. Вони не зводяться до єдиного першоелемента чи принципу (архе), а є рівнозначними. Отже, вони задовольняють вимоги буття як протилежності становленню. Не існує ані виникнення з нічого, ані абсолютного знищення. Сукупна маса чотирьох першоелементів залишається сталою. Усе, що спостерігач сприймає як зміну, пояснюється зміною місця дрібних частинок речовини, внаслідок чого змінюються співвідношення першоелементів у певному місці. Ця зміна суміші виявляється у зміні чуттєвих властивостей фізичних об'єктів. Таким чином, Емпедокл уперше запровадив у натурфілософію концепцію побудови всієї фізичної реальності з обмеженої кількості сталих елементів. Із наявних фрагментів його віршів неясно, чи вважав він ці елементи нескінченно подільними, чи припускав існування найменших кількісних одиниць.
Своє вчення про чотири першоелементи Емпедокл пов’язував з грецькою міфологією, ототожнюючи їх із богами Зевсом, Герою, Айдонеєм (Аїдом) та Нестіс. Сицилійська богиня Нестіс, безсумнівно, символізує воду. Визначити відповідність решти стихій збережені фрагменти поеми Емпедокла не дозволяють, і це питання є дискусійним. У давнину вважали незаперечним, що Зевс символізує вогонь; незрозумілим залишалося лише, чи Гера є уособленням повітря, а Айдоней — землі, чи навпаки. У сучасній науці традиційна відповідність Зевса також ставиться під сумнів, особливо з XIX століття. Низка дослідників, зокрема Пітер Кінгзлі, обстоюють гіпотезу, за якою Айдоней уособлює вогонь, Зевс — повітря, а Гера — землю.
У поясненні причин переміщення часток речовини, яке, за Емпедоклом, лежить в основі будь-яких змін, він звертається до міфологічної концепції. Він припускає існування двох протилежних рушійних сил: притягальної та об'єднувальної, з одного боку, та відштовхувальної й роз'єднувальної — з іншого. Об'єднувальну силу він називає філотес (любов, дружба), а роз'єднувальну — нейкос (ворожнеча, розбрат). Вони безперервно прагнуть витіснити одна одну. З їхньої вічної боротьби випливають усі процеси у Всесвіті, включно з людськими долями.
Завдяки цій концепції Емпедокл долає основоположну для Парменіда відмінність між справжнім, незмінним буттям і оманливою чуттєвою дійсністю минущого. Для нього світ у цілому є справжньою дійсністю, яка постає з шести начал (чотирьох першоелементів і двох сил) та їхньої взаємодії.

### Світовий цикл
Попри те, що чотири першоелементи залишаються якісно й кількісно незмінними, дія рушійних сил любові та ворожнечі змінюється з часом. Ці зміни мають циклічний характер. Коли сила любові досягає свого максимального впливу, відбувається найвищий рівень з'єднання — найповніше змішання елементів, що зумовлює найбільшу однорідність світу. Космос перебуває в стані спокою. Усі елементи рівномірно змішані та утворюють єдину божественну кулю - Сфаїрос (куля вважалася досконалою формою завдяки симетрії). Ворожнеча в цей час відтиснута до зовнішніх меж Всесвіту. Втім, ця однорідність не є абсолютною, адже кожен елемент зберігає свою індивідуальність у суміші. В уявленні про кулястого бога Сфаїроса Емпедокл виступає проти антропоморфізму богів. Цей бог - кулеподібне ціле, ототожнене з Усесвітом у його стані спокою. Він є чуттєвою істотою, що радіє своїй єдності. Однак такий ідеальний стан, створений любов’ю, може існувати лише тимчасово. Потім неминуче настає зміна: витіснена сила ворожнечі починає посилюватися, поступово поширюючись з периферії, і призводить до дедалі більшого розділення елементів. Зрештою сила роз’єднання бере гору, й досягає максимальної могутності, коли чотири елементи повністю відокремлюються в однорідні, концентрично розташовані маси, що швидко обертаються. Цей стан, що відповідає максимальному витісненню любові, зберігається певний час. Потім неминуче настає новий етап змін. Любов, що була витіснена в центр Всесвіту, знову починає діяти, поступово відтісняючи ворожнечу до країв і спричиняючи нове змішання елементів та сповільнення їхнього руху. Цей цикл відбувається відповідно до незмінного закону природи.
Із цього циклічного процесу випливає історія Всесвіту, в якій можна виокремити чотири фази: період панування Любові, період зростання сили Ворожнечі, період панування Ворожнечі та період зростання сили Любові. Емпедокл відносив свою власну епоху до другої фази, коли сили роз’єднання та об’єднання змагаються між собою, а Ворожнеча бере гору. Цій фазі циклу він приділяє особливу увагу. Унаслідок взаємодії згасаючої Любові та наступальної сили Ворожнечі виник сучасний космос із розмаїттям явищ. Роз’єднання елементів почалося з того, що вихор відокремив повітря, яке Емпедокл називав етером, і витіснив його на поверхню світової кулі. Там він утворив прозору оболонку. Далі від кулі відокремилася яскрава, вогненна зовнішня частина, що контрастувала з темною внутрішньою, де вогонь був лише вкрапленням. У центрі темної області сформувалася просякнута вологою земля. Потім відбулася диференціація землі й води: вода виринула з землі. Згодом із води виокремилось повітря, яке піднялося вгору — так виникло звичне нам атмосферне повітря. У такий спосіб світ набув знайомого людям вигляду.
Деталі циклічного процесу та його значення в контексті філософії Емпедокла є предметом наукових дискусій. Зокрема, не з’ясовано, чи відбувається творення і загибель світу, зокрема виникнення й зникнення живих істот, як у другій, так і в четвертій фазах, а також чи виконує Ворожнеча творчу функцію. Крім того, дехто з дослідників навіть заперечує космічний характер цього циклу. Так, Уво Гельшер 1965 року висунув гіпотезу, що Емпедокл мав на увазі радше життєвий цикл. Однак ця колись популярна інтерпретація не набула загального визнання.
Світні небесні тіла, за Емпедоклом, — це локальні скупчення вогненної речовини. До них належить і Сонце, світло якого відбивається від Місяця. Заява доксографа Аетія, що Емпедокл вважав сонячне світло відбиттям випромінювання від вогненної півкулі космосу, ґрунтується на непорозумінні.

### Походження життя та життєві процеси
Особливим аспектом космічного процесу є виникнення живих тіл, що його Емпедокл пояснював своєю філогенетичною теорією. Живі істоти, як і всі фізичні об’єкти, він розглядав як суміші чотирьох елементів. Відмінності між видами й особинами зумовлені, за його вченням, різними пропорціями змішування цих елементів. Із вологої землі під впливом об’єднувальної сили Любові виникли перші рослини й тварини. Спочатку з’являлися не цілі організми, а лише окремі частини тіла, які утворювали непропорційні, нестійкі поєднання, що швидко розпадалися. Пізніше почали формуватись організми з доцільною будовою, проте спочатку ще без статевих органів. Лише на останньому етапі відбулася статева диференціація. Випадковості Емпедокл відводив важливу роль у цих процесах біологічної еволюції.
У майбутньому, коли неминуча перемога Ворожнечі призведе до остаточного розділення елементів, усі живі істоти неминуче загинуть, так само як і в період абсолютного панування Любові, коли всі елементи цілком перемішані, не може існувати жодного індивідуального життя.
Емпедокл виявляв великий інтерес до окремих біологічних функцій. Зокрема, він розглядав зачаття, ембріональний розвиток, дихання та чуттєве сприйняття. Мислення та розуміння він локалізував переважно в крові, що оточує серце, оскільки саме в крові, за його уявленням, змішання першоелементів, спричинене Любов’ю, найінтенсивніше.
Чуттєве сприйняття він пояснював — подібно до Піфагора та Алкмеона Кротонського — за принципом сприйняття подібного подібним: органи чуття, які складаються з тих самих елементів, що й об’єкти сприйняття, можуть адекватно їх відображати. Для цього необхідний фізичний контакт: матеріальні випаровування об’єктів сприйняття досягають органів чуття та через пори проникають у тіло сприймача. Тип сприйняття (зорове, слухове тощо) залежить від розміру пор в органах чуття, який відповідає певному типу випаровувань. Якщо пори надто малі — частинки не можуть проникнути, якщо надто великі — контакт виявляється недостатнім.
Щодо достовірності інформації, яку дають органи чуття, Емпедокл відкинув радикальну позицію Парменіда та зайняв помірковану точку зору: чуттям слід довіряти, доки надані ними дані є ясними.
Як і Алкмеон, Парменід та гіппократівські лікарі, на відміну від Арістотеля, він вважав, що при зачатті обидва партнери надають свою частку «насіння».
Свою теорію дихання Емпедокл ілюструє за допомогою аналогії з кліпсидрою. Дихання він пояснює рухами крові: коли кров відступає, вона звільняє місце для повітря, яке втягується; коли повітря виходить, його місце знову займає кров. Так виникає чергування вдиху й видиху. Дослідники не дійшли згоди, чи мав на увазі Емпедокл шкірне дихання, чи дихання через ніс, чи обидва варіанти.

### Роль людини у космосі
Емпедокл вважав, що несправедливість і насильство неминуче карають своїх винуватців. Це відбувається в межах реінкарнації, якій він приписував функцію кари: винна істота переживає низку нещасливих втілень. Таке вчення пов’язане з орфічною і піфагорійською традицією. Водночас поняття «переселення душ» у прямому сенсі тут недоречне, адже характерне для пізнішої філософії слово психе (ψυχή, «душа») в Емпедокла зустрічається лише один раз — і то у значенні «життя». Тож те, як саме у рамках своєї доктрини про першоелементи Емпедокл уявляв «Я» як носія індивідуального існування після смерті, залишається незрозумілим.
На початку земного циклу існування, за вченням Емпедокла, стоїть тяжкий проступок відповідної істоти, яка спочатку була блаженним богом, званим «демон». Порушник мусить залишити світ богів і як покарання вирушає на Землю у довге вигнання. Там він повинен пройти низку життів у різних тілах. Це вважає долею й сам ліричний герой:
*
|  | Є вислів необхідності, давнє рішення богів, вічне, скріплене широкими клятвами: якщо хтось провиниться й осквернить свої члени кров’ю родича, (…) тоді має він три рази по десять тисяч років блукати далеко від блаженних, перетворюючись упродовж цього часу на всілякі постаті смертних істот і постійно змінюючи одну важку долю на іншу. … До них належу і я тепер, вигнанець із божественної сфери, мандрівник, бо я довірився шаленій ненависті. |

У цьому чужому краю страждання вигнанець «зодягається в дивне м’ясне покривало»; він плаче, скаржиться і блукає, адже тепер належить до гідного жалю «роду смертних», де «вбивство і гнів» є звичними явищами.
Проте існує надія на визволення. Ймовірно, у втраченому уривку «Очищень» Емпедокл описував, як живі істоти можуть підніматися крізь різні форми буття: за рослинними формами можуть іти тваринні, а за ними — людські життя. І в межах людського існування можливе вдосконалення від одного життя до наступного. Цей розвиток, за логікою, продовжується у надлюдський вимір:
*
|  | Наприкінці ж вони стають провидцями, поетами, лікарями й володарями для людей, що живуть на землі; звідти вони підносяться до богів, які користуються найбільшими почестями, є співмешканцями інших безсмертних і ділять з ними стіл, не зазнаючи людських страждань і не піддаючись знищенню. |

Емпедокл також описує колишній гармонійний, позбавлений конфліктів ідеальний стан людства та довкілля, що існував у добу, коли постійно зростаюча сила Ворожнечі ще була слабкою. У цьому він перегукується з уявленням про минулу золоту добу, описаним Гесіодом. Водночас традиційне тлумачення, передане Гесіодом, згідно з яким бог Кронос був володарем у Золотому столітті, Емпедокл рішуче відкидає. Він стверджує, що тоді правління не належало ані Зевсу, ані Кроносу, ані Посейдону, а богинею, яка панувала, була богиня любові Кіпріда (Афродіта). Жертвоприношень тварин, які Емпедокл відкидає, у ті часи не існувало; вбивство та споживання мертвих тварин вважалося «найбільшим оскверненням».
Оскільки природний первісний стан, за Емпедоклом, пов’язаний із повною відмовою від кровопролиття та вживання в їжу вбитих тварин, він наполегливо закликає до ненасильства — зокрема й щодо тваринного світу.
З ентузіазмом проголошує Емпедокл свою звістку про можливе повернення людини до божественного стану, яким був вигнаний «демон» до того, як його вигнали з царства блаженних. Однак, треба мати на увазі, що реалізація цієї мети в межах циклічного світогляду «Природного вірша» не означає досягнення остаточного, вічного стану. Боги у філософії Емпедокла також підлягають змінності. На відміну від Гомера, для нього безсмертя богів — не вічне, а тимчасове; те, що є безсмертним, знову повертається до стану смертності. У замкненій і обмеженій системі, яка ґрунтується на вічному повторенні закономірного циклу, неминуче за Любов’ю настає Ворожнеча, а за кожним піднесенням — падіння.

## Медицина
Значну увагу приділяв Емпедокл проблемам анатомії та фізіології. Цікавим є запропонований ним механізм дихання, а також теорія «шпар та витікань», яка слугувала поясненню відчуттів і містила зачатки атомістичних уявлень. У поемі «Очищення» Емпедокл виклав релігійно-етичне вчення про метемпсихоз — переселення душ. Крім того, Емпедокл є основоположником сицилійської медичної школи.

## Пам'ять
На честь Емпедокла названо астероїд, відкритий 3 квітня 1989 року.